# Ронні Радке
Рональд Джозеф Радке (народився 15 грудня 1983 року) — американський співак, автор пісень, репер, музикант, продюсер, найбільш відомий як нинішній соліст Falling in Reverse та колишній соліст гурту Escape the Fate.
Радке здобув популярність як соліст пост-хардкор-групи Escape the Fate, але був вигнаний у 2008 році після того, як був засуджений до в'язниці за порушення умовного терміну, пов'язаного з його причетністю до вбивства 2006 року. Після звільнення Радке створив нову групу Falling in Reverse і став її солістом.
Як сольний музикант, Радке випустив реп-мікстейп Watch Me у 2014 році, який включав співпрацю з Deuce, b.LaY, Tyler Carter, Sy Ari Da Kid, Jacoby Shaddix, Danny Worsnop, Andy Biersack та Craig Mabbitt.

## Біографія
Радке народився 15 грудня 1983 року і виріс в бідній сім'ї з батьком та братом. У 2004 році він сформував гурт Escape The Fate. Протягом лише одного місяця групі вдалося досягти успіху в США. В 2006 році Ронні отримав п'ятирічний умовний термін за участь у бійці, яка призвела до смерті Майкла Кука. В 2008 році через порушення умовного терміну був відправлений до в'язниці відбувати решту терміну, у зв'язку з цим був виключений з групи. Він був звільнений з в'язниці 12 грудня 2010 року. Після того, як Радке вигнали з групи, він створив Falling in Reverse. Після виходу з в'язниці Радке зміг випустити перший альбом зі своєю новою групою.

## Особисте життя
Ронні Радке вперше став татом 11 червня 2013 року, коли його тодішня наречена модель плейбоя та актриса Кріссі Хендерсон народила дочку на ім'я Уіллоу Грейс Радке. 
З кінця 2018 року у відносинах з реслеркою Сарая-Джейд Бевіс.
З деяких джерел згадується, що з березня 2025 Ронні Радке перебуває у відносинах з Dana Dentata, яка знялась в кліпі “God is a weapon”. 

## Дискографія
Escape the Fate
- Escape The Fate (demo) (2005)
- There's No Sympathy for the Dead (2006)
- Dying Is Your Latest Fashion (2006)
- Situations EP (2007)

Falling in Reverse
- Listen Up! (demo) (2009)
- The Drug In Me Is You (2011)
- Fashionably Late  (2013)
- Just Like You (2015)
- Coming Home (2017)